# 中国足协俱乐部名称中性化
中国足协俱乐部名称中性化，是中国足球协会针对职业足球俱乐部名称中性化的政策。此政策起源于2020年11月25日召开的中国足球协会超级联赛投资人会议及12月14日召开的中国足协职业联赛专项治理工作会，两次会议均明确俱乐部名称必须中性化，不得包含具有商业性质的名称，不能使用非汉字等。自2021年赛季起，对于俱乐部名称不符合要求的俱乐部，中国足协将不给予办理注册手续。2024年1月3日，中國足協允许俱乐部在2024-2028赛季对所属球队冠名。

## 背景与进程
早在2015年2月27日，中共中央委員會中央全面深化改革领导小组第十次会议审议通过《中国足球改革发展总体方案》，提出推动实现俱乐部的地域化，鼓励具备条件的俱乐部逐步实现名称的非企业化。中国足协曾想依据于此制定细则，2018年，包括官方媒体新华社在内的多家媒体报道，中国足协将出台《中国足球协会职业俱乐部名称规范》（征求意见稿）。意见稿提到，出于兼顾国情及职业联赛发展现状的考虑，若俱乐部名称或简称原为非中性的，但被本俱乐部长期、连续使用，使其名称在足球行业内具有较高知名度，形成俱乐部品牌或在球迷群体中具有普遍影响力的，可在规定时限内经俱乐部向中国足协申请并批准，可将该名称认定为中性名称。申请此类名称认定的俱乐部应为2004年中超联赛前已经参加甲A或甲B联赛的俱乐部，并连续参赛至今。这也让一些历史较为悠久的职业足球俱乐部，如北京国安、上海申花、山东鲁能、河南建业、天津泰达、长春亚泰等俱乐部，都可以保留现有名称。之后中国足协在苏州召开会议，在宣布中性名“一刀切”时，不少球迷和媒体也重提此提议。然而该政策最终没有正式公布。
2019年5月25日，大连一方足球俱乐部更名为大连人职业足球俱乐部，是所有中超球队中最早使用中性化名称的俱乐部。
2020年11月，有媒体人曝光中国足协对中性名判定标准的“强硬态度”，判定标准较早前媒体报道的《中国足球协会职业俱乐部名称规范》（征求意见稿）中提到的中性名判定标准更加严格。同月25日，中超投资人会议召开，明确要求俱乐部名称中性化。
2020年12月14日，中国足协下发《关于各级职业联赛实行俱乐部名称非企业化变更的通知》。《通知》要求，中国足协各级职业联赛俱乐部名称将全部完成非企业化变更，俱乐部中性化名称不得包含具有商业性质的名称（包括股东、关联方或控制人字号、商号或品牌名称，亦不得用名称相似或近似汉字词组），不能使用非汉字等。《通知》明确，各俱乐部应不晚于2020年12月31日将经市场监管部门初步核准的拟用名称、俱乐部所有股东营业执照复印件、俱乐部股东隶属及下属企业名称、营业执照编号，报中国足协竞赛部审核，中国足协将不晚于2021年1月15日向各俱乐部书面反馈审核意见；各俱乐部应不晚于2021年2月28日在中国足协完成2021赛季的注册手续。自2021年赛季起，对于俱乐部名称不符合要求的俱乐部，中国足协将不给予办理注册手续。据媒体报道，中国足协之所以推动俱乐部名称的中性化，其目的是与国际接轨。
2020年12月25日，中国足协组织法律、市场监管、足球文化等领域专家对各俱乐部初步提交的中性化名称申请进行审查。据报道，已提交的申请数量占三级联赛俱乐部总数的三成。2021年1月8日，中国足协再次发布三级俱乐部中性名称提交情况，俱乐部名称中性化申报比例提高到80%。
2024年1月3日，中國足協允许俱乐部在2024-2028赛季对所属球队冠名，但不可被同一赞助商（包括其前十大股东或实际控制人的字号、商号或品牌）冠名。

## 各俱乐部更名情况
以下列出2021年中国足球联赛开赛前各俱乐部依规定易名的情况。

### 易名后解散
| 原俱乐部名称           | 新俱乐部名称         | 解散前所处联赛级别 | 备注及参考资料 |
| ---------------------- | -------------------- | ------------------ | -------------- |
| 江苏苏宁足球俱乐部     | 江苏足球俱乐部       | 中超               | [ 7 ]          |
| 北京人和足球俱乐部     | 北京橙丰足球俱乐部   | 中甲               | [ 8 ]          |
| 江苏盐城鼎立足球俱乐部 | 盐城鹿之瀛足球俱乐部 | 中乙               |                |

### 中国足球协会超级联赛
| 原俱乐部名称           | 新俱乐部名称                                                 | 备注及参考资料 |
| ---------------------- | ------------------------------------------------------------ | --- |
| 广州恒大淘宝足球俱乐部 | 广州足球俱乐部                                               | [ 9 ] |
| 北京中赫国安足球俱乐部 | 北京国安足球俱乐部                                           | 曾试图去掉俱乐部全称前缀“中赫”二字，仅保留“国安”字样，后被足协驳回。俱乐部第一大股东中赫集团有意通过收购中国中信集团所持有的俱乐部36%股份来维持原名称，2021年3月25日，俱乐部自行完成完成工商登记上的更名，同年6月，中赫集团旗下中赫置地完成股份收购，最终使“北京国安”变相符合中性名要求                     |
| 上海上港集团足球俱乐部 | 上海海港足球俱乐部                                           | [ 13 ] |
| 山东鲁能泰山足球俱乐部 | 山东泰山足球俱乐部                                           | 俱乐部方面首选的方案是去掉“鲁能”字样，恢复建队初期的“山东泰山足球俱乐部”名称，但因新的大股东济南文旅集团控制了山东泰山健康科技有限公司近半数股份，“山东泰山”一度遭足协驳回。经过济南文旅等方面的协调，“山东泰山健康科技有限公司”更名为“济南文旅体育发展有限公司”，球队也於2021年1月13日如願更名為“山东泰山” |
| 重庆当代力帆足球俱乐部 | 重庆两江竞技足球俱乐部                                       | 以上名称均已向足协提交，待足协最终批准及公布 |
| 上海绿地申花足球俱乐部 | 上海申花足球俱乐部                                           | 俱乐部1993年成立时即以“申花”为名，2001年后因有新投资方入主多次更名，但申花电器早已不再持有股份。2021年2月8日完成企业名称变更手续，恢复“上海申花”的名称 |
| 河北华夏幸福足球俱乐部 | 河北足球俱乐部                                               | [ 18 ] |
| 河南建业足球俱乐部     | 洛阳龙门足球俱乐部 → 河南嵩山龙门足球俱乐部 → 河南足球俱乐部 | 最初宣布更名为洛阳龙门，但郑州球迷无法接受新名称，其后请愿希望保留“河南”，俱乐部也向中国足协申请了延期提交中性名。其后媒体曝光俱乐部的新名称为“河南嵩山龙门”，并于2021年2月20日完成更名。2023年4月7日，河南嵩山龙门足球俱乐部股份有限公司更名为河南足球俱乐部股份有限公司。                                 |
| 天津泰达足球俱乐部     | 天津津门虎足球俱乐部                                         | [ 23 ] |
| 青岛黄海足球俱乐部     | 青岛足球俱乐部                                               | [ 24 ] |
| 石家庄永昌足球俱乐部   | 沧州雄狮足球俱乐部                                           | [ 25 ] |
| 广州富力足球俱乐部     | 广州城足球俱乐部                                             | [ 26 ] |
| 武汉卓尔职业足球俱乐部 | 武汉足球俱乐部 → 武汉长江足球俱乐部                          | 卓尔集团是武汉众邦银行的大股东，故不符合中性化名称要求，其上报名称“武汉众邦足球俱乐部”未能获得通过；2021年2月更名为“武汉足球俱乐部”；2022年更名为“武汉长江足球俱乐部”，2023年解散。 |

### 中国足球协会甲级联赛
| 原俱乐部名称             | 新俱乐部名称         | 备注及参考资料 |
| ------------------------ | -------------------- | --- |
| 浙江能源绿城足球俱乐部   | 浙江职业足球俱乐部   | 浙江绿城在2020年9月4日更名为浙江能源绿城，惟根据《企业名称登记管理规定》第二十二条规定，俱乐部须在2021年9月4日后才可再次更名；而在有关条款于2020年12月28日被废除后，球队于2021年2月26日更为现名 |
| 成都兴城足球俱乐部       | 成都蓉城足球俱乐部   | [ 32 ] |
| 贵州恒丰足球俱乐部       | 贵州足球俱乐部       | [ 33 ] |
| 黑龙江火山鸣泉足球俱乐部 | 黑龙江冰城足球俱乐部 | [ 34 ] |
| 江西联盛足球俱乐部       | 江西北大门足球俱乐部 | [ 35 ] |
| 南京枫帆足球俱乐部       | 南京城市足球俱乐部   | [ 36 ] |

### 中国足球协会乙级联赛
| 原俱乐部名称           | 新俱乐部名称                                    | 备注及参考资料                                                                                             |
| ---------------------- | ----------------------------------------------- | --- |
| 湖北楚风合力足球俱乐部 | 湖北青年星足球俱乐部                            | [ 37 ] |
| 青岛中能足球俱乐部     | 青岛海牛足球俱乐部                              | 俱乐部1993年成立时即以“海牛”为名，后因投资方变更而多次更名。2021年1月29日，俱乐部正式恢复“青岛海牛”名称    |
| 上海博击长空足球俱乐部 | 上海嘉定汇龙足球俱乐部                          | [ 39 ] |
| 青岛中创恒泰足球俱乐部 | 青岛青春岛足球俱乐部                            | [ 40 ] |
| 云南昆陆足球俱乐部     | 昆明郑和船工足球俱乐部                          | [ 41 ] |
| 浙江毅腾足球俱乐部     | 绍兴柯桥越甲足球俱乐部                          | |
| 西安大兴崇德足球俱乐部 | 西安骏狼足球俱乐部                              | [ 42 ] |
| 西安优柯多足球俱乐部   | 西安俑士超越足球俱乐部 → 陕西俑士超越足球俱乐部 | 陕西秦俑足球俱乐部/陕西秦汉唐足球俱乐部/陕西超越足球俱乐部上述名称已被先期注册，无法使用，故需要上报新名称 |
| 河北奥利精英足球俱乐部 | 河北卓奥足球俱乐部                              | |
| 广西宝韵足球俱乐部     | 广西平果哈嘹足球俱乐部                          | [ 44 ] |
| 广东良和堂足球俱乐部   | 东莞莞联足球俱乐部 → 佛山南狮足球俱乐部         | [ 45 ] |
| 厦门趣店足球俱乐部     | 厦门鹭岛足球俱乐部                              | [ 46 ] |
| 四川华昆足球俱乐部     | 四川民足足球俱乐部                              | [ 45 ] |
| 宜春江钨威虎足球俱乐部 | 宜春威虎足球俱乐部                              | |
| 河北精英志海足球俱乐部 | 河北功夫足球俱乐部                              | |
| 无锡信捷足球俱乐部     | 无锡吴钩足球俱乐部                              | |
| 泉州爱德马足球俱乐部   | 泉州亚新足球俱乐部                              | |
| 延边海兰江足球俱乐部   | 延边龙鼎足球俱乐部                              | |
| 丹东瀚通足球俱乐部     | 丹东腾跃足球俱乐部                              | |

## 反应

### 支持
中国新闻网的报道认为，俱乐部名称中性化的这一政策初衷，就是为了能让俱乐部名称早日脱离企业化，能够一以贯之的流传下去，成为极具地域特色和球迷认同感的品牌和城市符号。并强调，“俱乐部中性名是一项极具历史意义的改革，也是打造俱乐部品牌文化的开始。如果俱乐部名字起得好，那么将会是一个不错的开端”。
《经济日报》的评论认为，真正的“百年俱乐部”就不会由于投资方变化使得名称变来变去，从而有机会在文化建设上有更强的地域归属感，并在建立城市名片过程中发挥更重要的作用。
《辽宁日报》的评论认为，“强制性改名也是改革的契机，换一个中性又充满个性的名字，有利于用地方文化把球迷凝聚起来”。
2021年1月27日，在上海上港足球俱乐部更名为上海海港足球俱乐部后，该俱乐部总顾问徐根宝认为“海港”这个名字很好，强调“上海海港、上海上港四个字基本上都一样”，并对球迷不理智的行为予以批评，表示球迷的首要任务是看好球，支持球员和球队。

### 反对或质疑
在中足协出台俱乐部名称中性化的政策后，引发了颇多争议。2020年12月8日中国足协联赛会议召集前，申花、建业、国安、泰达、绿城五大球迷会发布联合声明，希望能够让足协改变要求。球迷会声明中表示，支持中国足协对中国职业足球俱乐部中性名称的规范化政策，认为中性名称有利于俱乐部品牌文化的传承，更有利于给主队球迷归属感。球迷会更呼吁对存在20年以上、甲A甲B时代传承下来的俱乐部名称，可根据球迷意愿允许保留。
而一些如北京國安、河南建業等球队的球迷，因不滿球队被迫改名而發動抗議，甚至到球隊主場門口拉起橫額反對措施。有观点认为改名反而被指失去原有特色及文化傳承。北京國安的球迷組織「御林軍」由于反對球队改名，出資買下巴士廣告，寫有「我們要與國安一起戰鬥」等的標語，表達希望球隊堅持使用原名的訴求。惟該車身廣告因「不可抗力原因」被迫下架。另外，在河南建業改名為「洛陽龍門」后，建业球迷對此反應極大，發起了連串抗議行動，有球迷組織率先宣布解散，又有球迷到球隊主場門前，拉起寫有「耻辱！你們是河南足球的叛徒！」的標語以示反對。上述球队也因此做出暫緩改名的决定。
体育学者、体育产业专家易剑东表示，中国足协出台此政策“一刀切”化，稍显“简单粗暴”，认为俱乐部把企业名称完全去掉也未必合理，因为民众已经接受了这些习惯说法，并且很多俱乐部的名称已经存在了很多年。他还表示足协可以考虑设置一个缓冲期。
另外，律师陈俊表示，随着俱乐部名称的中性化，一些俱乐部变更后的新名称可能违反《企业名称登记管理规定》。依据《企业名称登记管理规定》第六条规定，企业名称由行政区划名称、字号、行业或者经营特点、组织形式组成，符合条件的可以没有行政区划名称或者不含行业或者经营特点，同时根据第八条第二款的规定，县级以上地方行政区划名称、行业或者经营特点不得作为字号。陈俊在微博中建议“不要让最近的中性名运动最终变成一个集体性的违法运动，到头来全部都要更正”。
另据《解放日报》下属上观新闻报道，在球队名称中性化后，部分球队的助威口号也有可能受到影响。例如上海上港的球迷，按照俱乐部的有关要求，在球场上一律称呼“上港队”，“上海上港势不可挡”也成为看台的口号。然而广州恒大队的主场比赛，球迷高呼“广州队”而非“恒大队”；江苏苏宁的球迷从来不喊“苏宁队”，而是“江苏队”；北京国安的球迷也只喊“国安国安北京国安”，亦从来不喊“中赫加油”。文章同时提到，球迷有表达的权利，俱乐部也不能用管理员工的简单办法来和球迷打交道，双方还需要加强沟通，求同存异，给出更多建设性的意见。而球迷也需要学会换位思考，和俱乐部加强沟通，注重对话。